# Loudetia cerata
Loudetia cerata là một loài thực vật có hoa trong họ Hòa thảo. Loài này được (Stapf) C.E.Hubb. mô tả khoa học đầu tiên năm 1934.